# Симфориан Отёнский
Симфориан Отёнский (фр. Symphorien d'Autun; II век н. э., Отён — ок. 180) — христианский мученик.

## Биография

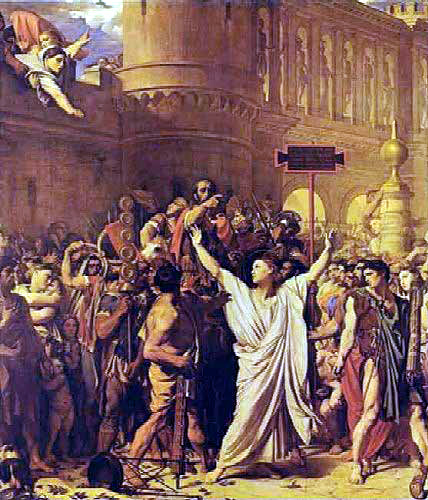
Ж.-О.-Д. Энгр. Мученичество святого Симфориана

Точная дата рождения Симфориана неизвестна. Он происходил из знатной семьи. Родители, Фавст и Августа, воспитали ребёнка в христианской вере, хотя Отён в то время был языческим городом, где процветал культ Аполлона, Дианы и Кибелы.
Согласно легенде, однажды Симфориан отказался воздать почести статуе Кибелы, которую возили по городу, и, более того, насмехался над ней. Он был немедленно арестован и впоследствии предстал пред судом, где заявил, что верует в единого Бога. Симфориана приговорили к смертной казни; его мать Августа проводила сына в последний путь, наставляя его и укрепляя в вере. Симфориан был обезглавлен около 180 года, в возрасте около 20 лет.

## Память
Около 450 года на месте мученичества Симфориана было возведено аббатство, благодаря чему культ святого распространился за пределами Отёна. В эпоху Меровингов он считался национальным святым.
Память святого Симфориана празднуется католической церковью 22 августа. Его имят носят 27 коммун во Франции.
К святому Симфориану обращаются, в частности, при попадании в глаз насекомого (по легенде, перед казнью мученика подвергли пытке: его лицо кусали скорпионы и насекомые).